# Jaap van der Pol
Jaap van der Pol (Landsmeer, 26 november 1938 - Edam, 23 april 2009) was een Nederlands kunstschilder.
In 1965 en 1966 ontving hij uit handen van toenmalig koningin Juliana de Koninklijke Subsidie voor de Schilderkunst. Daarover zou hij later zelf zeggen: "Juliana, die lieve schat. Ze deelde Lucky Strike uit."

Vanaf 28 augustus 2004 stuurde hij vrijwel wekelijks artspam naar geïnteresseerden. Artspam bestond uit een foto van een kunstwerk of voorstelling waarover Jaap iets te melden had, aangevuld met een tekstuele bespiegeling of mijmering. 
Jaap zag zijn artspam als iets tijdelijks, een kort bericht van zijn bestaan, als een reclamebord dat langs je heen flitst op de snelweg. Zelf bewaarde hij de verstuurde artspams niet. De laatste artspam, nummer 216 werd op 5 april 2009 vanaf zijn ziekbed in opdracht van hem verstuurd. Het bevatte een tekening van zijn kleinzoon Finn en de tekst:

"The song has ended but the music is still around.
So long
Jaap"